# Мухаммад-шах II
Муїз ад-Дін Мухаммад-шах II (д/н — 1451)  — 4-й султан Гуджарату у 1442—1451 роках. Мав також почесне ім'я Гіас ад-дун'я вад-Дін та прізвисько Зарбакш («Золотодар»), отримане від почту за щедрість.

## Життєпис
Син Ахмед-шаха I. Замолоду звався Карім-хан. У 1429—1431 роках відзначився у війнах проти Бахманідського султанату. Посів трон 1442 року, прийнявши ім'я Мухаммад-шах II. 1445 року придушив повстання Бірраї, раджи Ідару, та Канхи, раджи Дунгарпуру, які погодилися сплачувати данину. Перший також вимушен був відправити свою доньку в гарем султана. Також Мухаммад-шах II одружився з Бібі Муґлі, донькою Райдхана Самма, джами Сінду. Це дозволило забезпечити захист з заходу, а також надало можливості гуджаратським торгівля більш активно діяти на півночі Аравійського моря.
1446 року було завершено мечеть Кутб ад-Діна. 1449 року вступив у протистояння з малавським султаном Махмуд Шахом I. 1450 року атакував Чапанер, де панував клан Гангадів, що визнав зверхність останнього. Але тому на допомогу прийшло малавське військо, але змусило Мухаммад-шах II відступити до Годри, а потім до Діу, де він помер у лютому 1451 року. За однією версією він захворів під час відступу до моря, за іншою — був отруєний сановниками, які були незадоволені боягузством султана. Його було поховано у мавзолеї Бадшах-но-Хаджіро поблизу Манек-Чоука в Ахмедабаді. Трон перейшов до його сина Ахмед-шаха II.